# MuscleMag
MuscleMag é uma revista canadiana de fisiculturismo.